# Dygowo
Dygowo (deutsch Degow) ist ein Dorf in der polnischen Woiwodschaft Westpommern. Es ist namensgebender Ort und Verwaltungssitz der Gmina Dygowo (Landgemeinde Degow) im Powiat Kołobrzeski (Kolberger Kreis).

## Geographische Lage
Das Dorf liegt in Hinterpommern, etwa 110 Kilometer nordöstlich von Stettin, elf Kilometer südöstlich von Kołobrzeg (Kolberg) und etwa acht Kilometer südlich der Ostseeküste.

## Geschichte

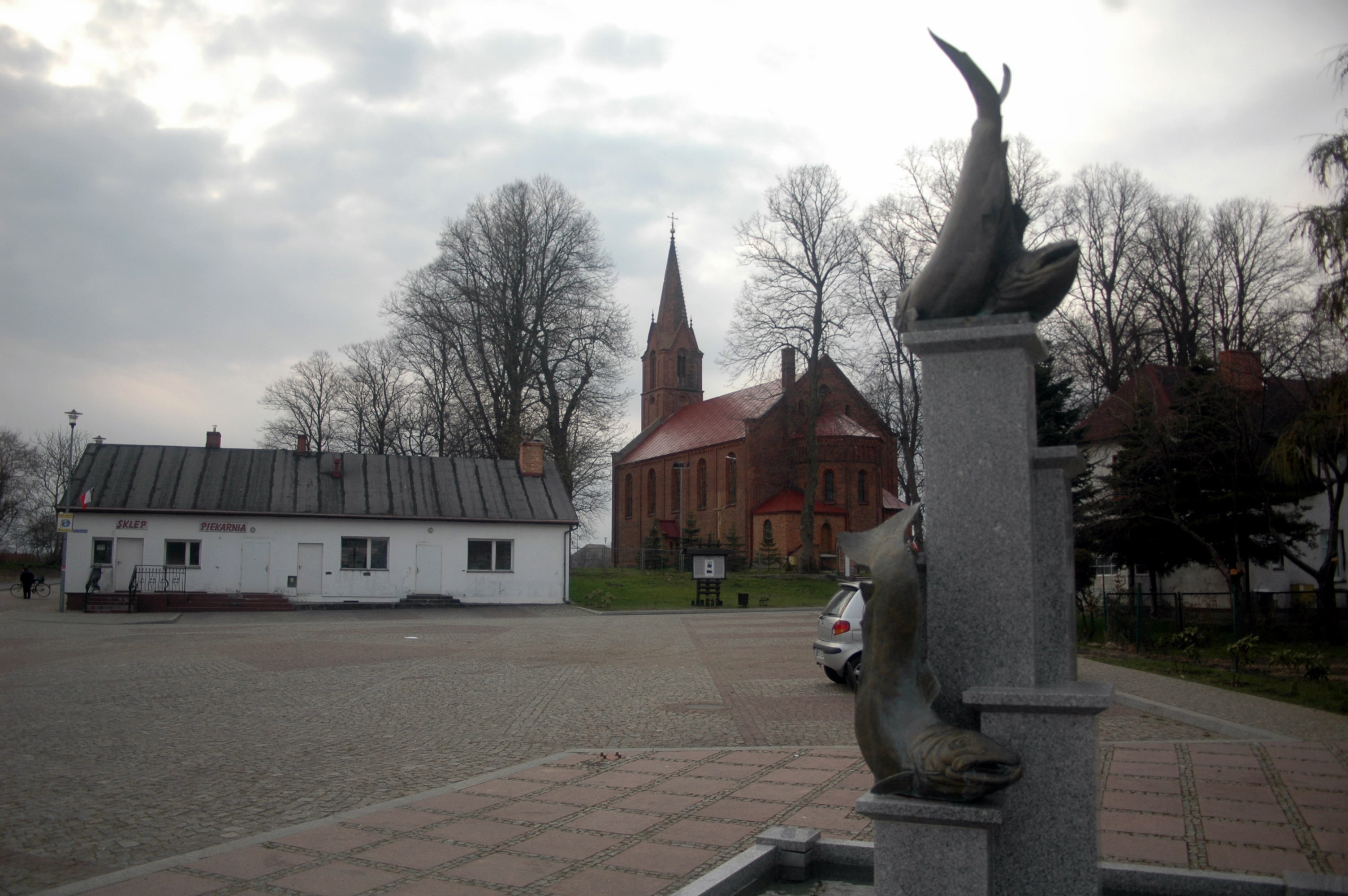
Dorfplatz mit Brunnen

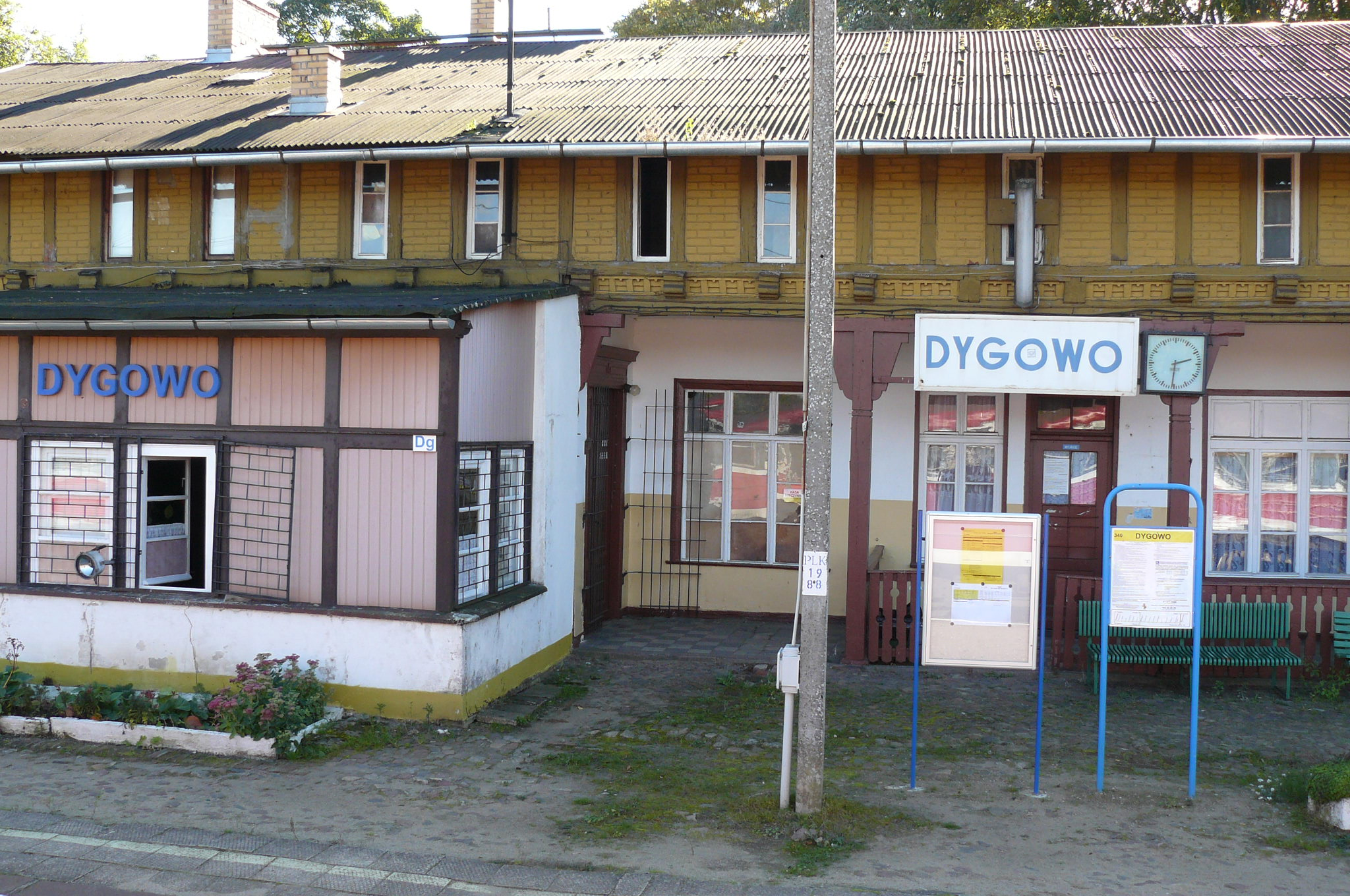
Bahnhofsgebäude (Aufnahme 2013)

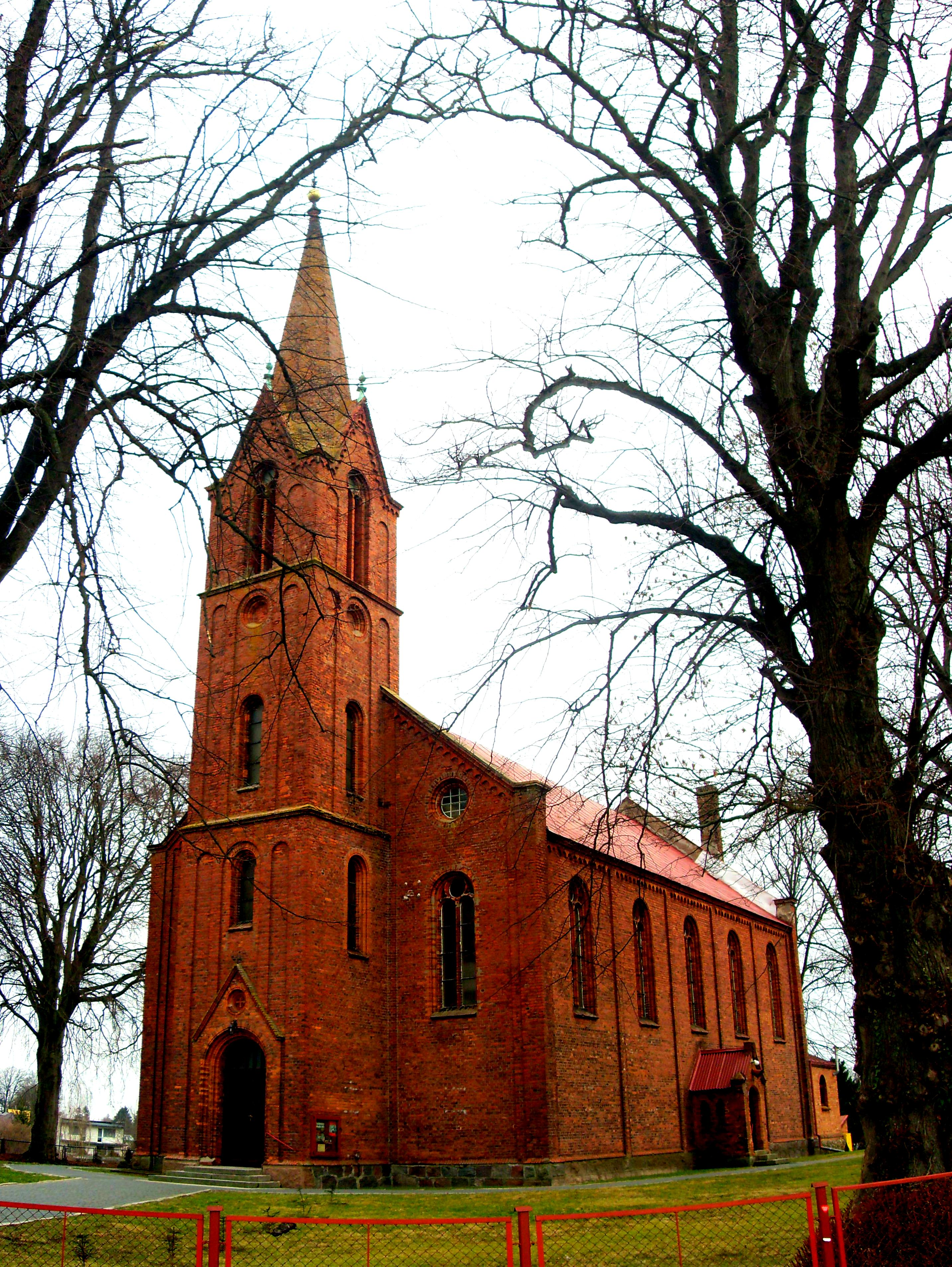
Neugotisches Kirchengebäude von 1879, bis 1946 Gotteshaus der evangelischen Gemeinde Degow (Aufnahme 2014)

Vorgeschichtliche Funde sind ein Steinkistengrab mit Mützenurne aus der Bronzezeit und Brandgräber aus der Eisenzeit.
Das Dorf Degow wurde im 13. Jahrhundert im Rahmen der Deutschen Ostsiedlung im Herzogtum Pommern gegründet. Es wurde als Angerdorf so angelegt, dass der Ellerbach quer durch den Dorfanger verläuft.
Die erste urkundliche Erwähnung des Dorfes, damals unter dem Namen „Daygowe“, erfolgte im Jahr 1276 in einer Urkunde des Camminer Bischofs Hermann von Gleichen.
Die nächste Nennung stammt aus dem Jahre 1281. Damals legte Bischof Hermann von Gleichen die Einkünfte der neugegründeten Kirche in Zernin fest. Dabei ordnete er eine Abgabe aus dem Dorf Mechenthin der neugegründeten Kirche in Zernin zu, bestimmte aber zugleich, dass die Einwohner von Mechenthin weiterhin zur Kirche in Degow gehören sollten. Aus dieser Urkunde ergibt sich also, dass damals bereits die Kirche in Degow bestand. Zugleich verwendete die Urkunde bereits die heutige Schreibweise „Degow“.
Im Jahr 1295 schenkten zwei Angehörige der adligen Familie Borcke dem Jungfrauen-Kloster zu Köslin das Patronat der Kirche und einige Hufen Landes. Die Borckes dürften die ursprünglichen Besitzer des Dorfes sein. Im Jahre 1334 kam der Camminer Bischof Friedrich von Eickstedt durch einen Tausch in den Besitz von Degow, doch bereits 1336 sah er sich gezwungen, das Dorf an Erben der Familie Stegheliz zu veräußern, da er dringend Geld brauchte, um ein verpfändetes Schloss wieder einzulösen.
Später muss Degow wieder in bischöflichen Besitz gelangt sein, da Bischof Konrad IV. (regierte 1317–1324) das Dorf dem Kolberger Domkapitel verkaufte. Von nun an blieb Degow im Besitz des Kolberger Domkapitels, bis dieses im Jahre 1811 aufgelöst wurde.
In Ludwig Wilhelm Brüggemanns Ausführlicher Beschreibung des gegenwärtigen Zustandes des Königlich Preußischen Herzogtums Vor- und Hinterpommern (1784) ist Degow unter den Dörfern des Domkapitels Kolberg aufgeführt. Damals lag Degow an der „kleinen Landstraße“ von Kolberg nach Köslin. Es gab hier einen Prediger, zehn Vollbauern, fünf Halbbauern, vier Kossäten und ein Predigerwitwenhaus, insgesamt 21 Haushaltungen.
Mit der Aufhebung des Kolberger Domkapitels im Jahre 1811 wurde Degow dem Amt Kolberg zugewiesen. Die Separation wurde 1835 durchgeführt. Die Verkehrsanbindung von Degow verbesserte sich durch den Bau einer Straße (Chaussee) von Kolberg nach Körlin, die am südlichen Ortsrand geführt wurde, und durch die Errichtung der Bahnstrecke Belgard–Kolberg mit dem Bahnhof Degow, etwa 1 Kilometer nördlich des Dorfes. Ferner war die Nähe des Flusses Persante für den Holzhandel hilfreich. Unter diesen günstigen Bedingungen entwickelte sich Degow im 19. Jahrhundert allmählich von einem Bauerndorf zu einer von Handwerk und Gewerbe geprägten Siedlung.
Um 1867 gehörten zur Gemeinde Degow neben dem Dorf selber ein nach der Separation angelegter Abbau, der 16 Büdnerhäuser und 167 Einwohner umfasste, die Windmühle, eine Mühlenbesitzung mit 22 Einwohnern, und der Bahnhof, der mit Nebengebäuden 37 Einwohner zählte. Insgesamt zählte die Gemeinde Degow damals 786 Einwohner.
Im Jahre 1910 zählte Degow 1.073 Einwohner. Die Zahl stieg bis 1925 auf 1.161, betrug 1933 bereits 1.209 und kam schließlich bis 1939 auf 1.168.
Bis 1945 bildete Degow eine Gemeinde im Landkreis Kolberg-Körlin der Provinz Pommern des Deutschen Reichs. Die Ortschaft war Sitz des Amtsbezirks Degow.
Das Gemeindegebiet umfasste neben dem Dorf Degow die Wohnplätze Bahnhof Degow, Ochsenwiese, Peuske und Siedlung nach Bartin sowie, offiziell nicht als Wohnplatz zählend, Fuchsberg.
Gegen Ende des Zweiten Weltkriegs wurde die Region im Frühjahr 1945 von der Roten Armee besetzt. Nach Kriegsende wurde Degow zusammen mit der Region seitens der sowjetischen Besatzungsmacht der Volksrepublik Polen zur Verwaltung unterstellt. Danach begann die Zuwanderung von Polen. Die Ortschaft wurde in Dygowo umbenannt. In der Folgezeit wurde die einheimische Bevölkerung von der polnischen Administration aus dem Kreisgebiet vertrieben. 
Die Ortschaft liegt heute im Powiat Kołobrzeski in der Woiwodschaft Westpommern (bis 1998 Woiwodschaft Köslin). Der Ort ist Teil und Sitz der gleichnamigen Landgemeinde und zählt heute 1.549 Einwohner.

## Kirche

### Kirchengebäude
Das mittelalterliche Kirchengebäude wurde im Jahre 1877 abgebrochen, da es baufällig war und für die wachsende Kirchengemeinde nicht mehr ausreichte.
Das heutige Kirchengebäude wurde im Jahre 1879 als evangelische Kirche im Stil der Neugotik errichtet. Aus der alten Kirche wurden die beiden Glocken, die aus den Jahren 1572 und 1618 stammten, übernommen.

### Evangelische Kirchengemeinde und Pfarrer bis 1945
Nach der Reformation war Degow Sitz eines evangelischen Kirchspiels, zu dem neben Degow auch die Nachbarorte Ganzkow, Mechenthin und Stöckow gehörten. Es lag im Kirchenkreis Kolberg im Ostsprengel der Kirchenprovinz Pommern der Kirche der Altpreußischen Union. Im Jahre 1940 zählte das Kirchspiel 2000 Gemeindemitglieder.
Von der Reformation bis 1945 amtierten in Degow folgende evangelische Pfarrer:
- Johann Bohne, genannt 1561, war damals schon über 30 Jahre Pfarrer in Degow
- Joachim Grünewald, ab 1573
- Martin Schmides (Schmidt), 1616–1639
- Martin Simonis, 1640–1658, begann mit der Anlage eines Kirchenbuchs
- Laurentius Stockmann, 1658–1704
- Johann Lorenz Stockmann, 1704–1731, Sohn des vorigen
- Johann Lorenz Bernd, 1732–1770
- Martin Christian Löper, 1770–1778
- Christoph Wilhelm Pollnow, 1778–1811
- Johann Ernst Ludwig Schlieben, 1812–1816
- Johann Heinrich Klütz, 1817–1848
- Gustav Eduard Robert Maaß, 1849–1892
- Ludwig Wilhelm Paul Mahlendorff, 1892–1920
- Ernst Ostermeier, 1920–1938

Ernst Ostermeier trat 1938 in den Ruhestand. Die Stelle wurde danach bis 1945 nicht mehr endgültig besetzt. 1939 war der Militärpfarrer Wilhelm Czeckay kommissarisch als Pfarrer in Degow tätig.

### Römisch-katholische Kirchengemeinde und Geistliche seit 1945
Seit 1945 wohnen überwiegend römisch-katholische Einwohner in Dygowo. Der Ort ist weiterhin Sitz einer Pfarrei, zu der heute allerdings die Filialkirchen Czernin (Zernin) und Świelubie (Zwilipp) gehören. Sie liegt im Dekanat Gościno (Groß Jestin) im Bistum Köslin-Kolberg der Katholischen Kirche in Polen und zählt etwa 3100 Gemeindemitglieder.
Das bis dahin evangelische Gotteshaus wurde zugunsten der katholischen Kirche enteignet und erhielt am 30. Mai 1946 eine neue Weihe als Kościół Wniebowstąpienia Pańskiego (Kirche Christi Himmelfahrt).

## Persönlichkeiten

### Söhne und Töchter des Ortes
- Gerhard Wunsch (1924–2020), deutscher Elektrotechniker und Hochschullehrer

### Mit dem Ort verbunden
- Karl Firzlaff (1846–1912), deutscher Zimmermeister und Politiker, war Inhaber eines Baugeschäfts in Degow

## Verkehr
Durch den Ort verläuft die Woiwodschaftsstraße 163, die die Ostsee mit dem pommerschen Hinterland über Białogard (Belgard) und Szczecinek (Neustettin) verbindet und in ihrem Verlauf der ehemaligen deutschen Reichsstraße 124 folgt.
Der Ort hat eine Bahnstation an der Bahnstrecke Szczecinek–Kołobrzeg.